# Tlekung
Tlekung is een bestuurslaag in het regentschap Batu van de provincie Oost-Java, Indonesië. Tlekung telt 3950 inwoners (volkstelling 2010).